# بیمان (آیووا)
بیمان (به انگلیسی: Beaman) شهری در ایالت آیووا کشور ایالات متحده آمریکا است که جمعیت آن در سرشماری سال ۲۰۱۰ میلادی، ۱۹۱ نفر بوده‌است.